# 정빈 민씨
정빈 민씨(靜嬪 閔氏, 1567년 음력 9월 29일 ~ 1626년 음력 11월 2일)은 선조의 후궁으로 본관은 여흥이다.

## 생애
강화도호부사 민사준(閔士俊)의 딸로 성종의 사위인 여천위(驪川尉) 민자방의 증손녀이다.
1580년(선조 13년) 음력 5월 26일 종2품 숙의(淑儀)로 정식 간택되어 입궁하였다. 이때 간원이 민씨의 출신이 성종의 외손 집안이니 선발에서 제외하라고 간하였지만 선조가 윤허하지 않았다. 이때 홍여겸(洪汝謙)의 딸(정빈 홍씨), 정순희(鄭純禧)의 딸(숙의 정씨)과 함께 숙의가 되어 입궁하였으며 민씨는 수진방(水眞坊)에 있는 궁으로 옮겨졌다. 이후 소의, 귀인을 거쳐 정1품 빈(嬪)에 봉해졌다. 선조와의 사이에서 인성군 외에 딸 셋과 아들 둘을 낳았다.
선조 승하 후에 사가에 머물었는데, 이때부터 고질병을 앓아 인목왕후가 편지를 보내 안부를 묻고 위로하였다.
장남인 인성군이 1624년 역모에 연루되어 유배되었고, 정빈 민씨가 병이 들어 위독하자 인흥군은 인조에게 상소하여 형인 인성군이 어머니를 만나게 해줄 것을 청하였다. 인조는 인성군이 민씨를 만날 수 있도록 풀어주었으나 1626년 11월 2일, 민씨는 인성군이 한성에 도착하기 전에 죽었다.
1627년 1월 17일, 양주 탑곡에 예장하였다.

## 묘소
묘소는 경기도 의정부시의 천보산에 있다. 아들 인성군, 손자 해원군, 증손자 화릉군ㆍ화창군ㆍ화춘군도 묻혀있다.

## 가족 관계
- 증조부 : 여천위 민자방(驪川尉 閔子芳)
- 증조모 : 경숙옹주(敬淑翁主, 1483 ~ ?)
- 조부 : 민희열(閔希說, 1510 ~ ?)
- 조모 : 전주 이씨 - 이의번(李義蕃)의 딸
  - 아버지 : 민사준(閔士俊, 1537 ~ ?)
  - 어머니 : 신창 맹씨(新昌 孟氏) - 맹익선(孟益善)의 딸
  - 서모 : 귀옥(貴玉) - 양민 출신
    - 이복 남동생 : 민운경(閔雲慶, 1577 ~ ?)
    - 이복 남동생 : 민천경(閔天慶, 1584 ~ ?)
    - 배우자 : 선조(1552 ~ 1608)
      - 장남 : 인성군 이공(仁城君 李珙, 1588 ~ 1628)
      - 장녀 : 정인옹주(貞仁翁主, 1590 ~ 1656)
      - 차녀 : 정선옹주(貞善翁主, 1594년 - 1614년)
      - 3녀 : 정근옹주(貞謹翁主, 1599년 - 1613년)
      - 차남 : 인흥군 이영(仁興君 李瑛, 1604년 - 1651년)